# 투 스테이츠
투 스테이츠(2 States)는 인도에서 제작된 아비쉑 바르만 감독의 2014년 멜로/로맨스 영화이다. 아르준 카푸르 등이 주연으로 출연하였다.

## 출연

### 주연
- 아르준 카푸르
- 알리아 바트

### 조연
- 로닛 로이